# Штейнберг, Сергей Самойлович
Сергей Самойлович (Самуилович) Штейнберг (1872—1940) — советский учёный-металловед; профессор (1927), доктор технических наук (1934), член-корреспондент Академии наук СССР (1939).
Автор 130 печатных работ, в том числе 10 монографий. Основатель школы металловедов-термистов на Урале.

## Биография
Родился 26 сентября (8 октября) 1872 года в Москве в семье врача-психиатра С. И. Штейнберга.
В 1906 году окончил Фрайбергскую горную академию в Германии.
В 1906—1910 годах работал мастером мартеновского цеха на Юрюзанском заводе. По существовавшим тогда правилам для подтверждения иностранного диплома С.С. Штейнберг в 1908 году поступил на металлургическое отделение Петербургского политехнического института (ЦГИА СПб, ф. 478, оп. 3, д. 7627). В 1910—1919 годах возглавлял металлографическую лабораторию на Мотовилихинском заводе, в 1922 году работал директором завода «Пороги», затем по 1925 год был заведующим электрометаллургическим отделом горно-металлургического треста «Уралмет» в Златоусте. Сконструировал печь Грамолина-Штейнберга.
С 1925 года С. С. Штейнберг заведовал кафедрой металловедения и термической обработки Уральского политехнического института в Свердловске. Одновременно в 1926—1930 годах руководил основанным им Уральским отделением Института металлов, а с 1932 работал в Уральском филиале АН СССР, где с 1939 года возглавлял Институт металлургии, металловедения и физики металлов, в состав которого вошли лаборатории УФТИ.
В 1922—1923 годах Штейнберг впервые в СССР разработал и внедрил на Белорецком сталепроволочном заводе метод изготовления высокопрочных сортов стальной проволоки для металлических канатов. В 1930 году он возглавил работы по производству высококачественной электротехнической стали на Верх-Исетском металлургическом заводе, освоил прокат трансформаторного листа, что дало возможность прекратить его ввоз из-за границы.
Скоропостижно скончался 7 сентября 1940 года в Москве.
Похоронен на Восточном кладбище Екатеринбурга.

## Награды
Орден Трудового Красного Знамени (7 июля 1931 г.) — за самоотверженную работу по разрешению сложной технической проблемы, обеспечившую практическое разрешение задачи производства высококачественного трансформаторного железа на Верхне-Исетском заводе, импортировавшегося до последнего времени из-за границы